# Rod Roddy
Robert Ray "Rod" Roddy (n. 27 septembrie 1937 - d. 27 octombrie 2003) a fost un comedian american.
1. 1 2  Rod Roddy, Find a Grave, accesat în 9 octombrie 2017